# اریک لندر
اریک لندر (انگلیسی: Eric Lander؛ زادهٔ ۳ فوریهٔ ۱۹۵۷) دانشمند علم ژنتیک اهل ایالات متحده آمریکا و استاد دانشگاه MIT است.
وی همچنین برندهٔ جوایزی همچون جایزه بریکترو در علوم زیستی شده‌است.

## دوران کودکی و تحصیلات اولیه
لندر در یک خانواده یهودی رشد کرد. پدرش هارولد و مادرش رُدا هر دو وکیل بودند. او کاپیتان تیم ریاضی در دبیرستان دبیرستان استایوسنت بود و در المپیاد جهانی ریاضی مدال نقره دریافت کرد. در سال ۱۹۷۴ از دبیرستان فارغ التحصیل شد. او در برنامه تابستانی مطالعه ریاضی کالج همپشایر شرکت کرد. او در سن ۱۷ سالگی مقاله ای در مورد اعداد شبه-آرمانی نوشت و جایزه وستینگ هاوس را به خاطر آن برنده شد.
در سال ۱۹۷۸ تحصیلات کارشناسی اش را در پرینستون به اتمام رساند و در مراسم فارغ التحصیلی به عنوان نماینده دانشجویان سخنرانی کرد.